# Rîbnița
Rîbnița sau Rîmnița (în rusă Рыбница, în ucraineană Рибниця, în poloneză Rybnica) este un oraș din regiunea transnistreană a Republicii Moldova, reședința raionului omonim de pe malul stâng al râului Nistru. Orașul e situat la o distanță de aproximativ 130 km de Chișinău și este un important centru industrial.
Conform recensământului din anul 2004, populația localității era de 53.648 locuitori, dintre care 11.235 (20.94%) moldoveni, 24.898 (46.40%) ucraineni și 11.738 (21.87%) ruși.

## Etimologie
Există mai multe teorii cu privire la originea numelui orașului. Cel mai probabil, denumirea localității ar proveni de la cuvântul pește în limba rusă – рыба, transliterat „rîba”, consecutiv luând numele Rîbnița (Рыбница). O altă teorie este că denumirea orașului se trage de la cuvântul „râm” în limba română, semnificând ploi abundente și roadă bună, prielnică pentru agricultură.

## Istoric

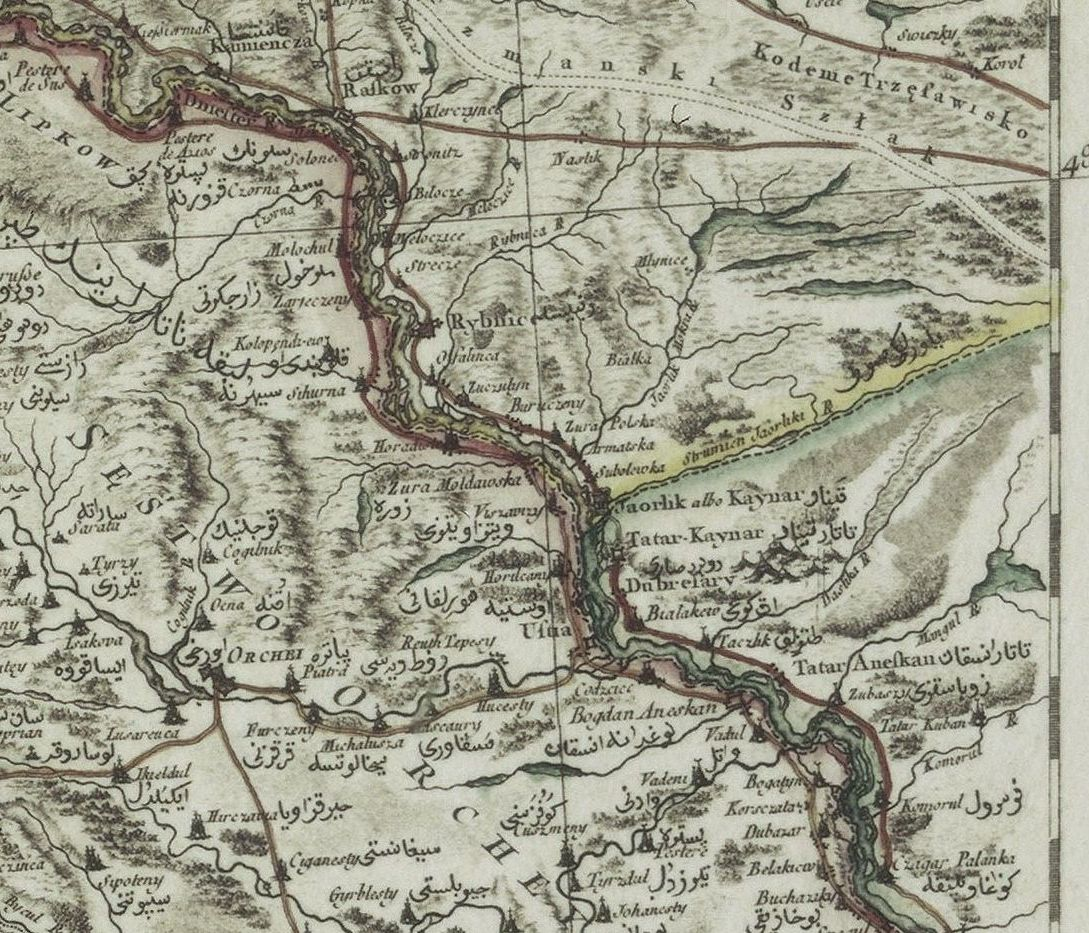
Fragment din Carte de Pologne de Rizzi-Zannoni (1667), pe care figurează localitatea.

Primele informații despre o localitate pe teritoriul Rîbniței datează din prima jumătate a secolului al XV-lea. Una dintre cele mai vechi mențiuni ale orașului se referă la anul 1628, fiind marcat ca o așezare pe o hartă a Uniunii polono-lituaniane, atunci făcând parte din voievodatul Bracław. 
În 1672, conform tratatului de pace de la Buczacz, împreună cu Podolia, a intrat în stăpânirea Imperiului Otoman, iar după tratatul de la Karlowitz din 1699 a revenit Poloniei. În timpul celei de-a doua împărțiri a Poloniei (1793), a fost ocupat de Imperiul Rus. În componența Rusiei, localitatea a fost inclusă în ținutul Balta din gubernia Podolia. 
Din 1924 până în 1940, a făcut parte din RASS Moldovenească, iar apoi până în 1991, a făcut din RSS Moldovenească, cu excepția anilor 1941-1944, când a făcut parte din Transnistria română.
Conform recensământului sovietic din anul 1939, populația localității era de 11.453 locuitori, dintre care 1.729 (15.1%) moldoveni (români), 5.187 (45.29%) ucraineni, 3.216 (28.08%) evrei și 771 (6.73%) ruși.
Odată cu destrămarea URSS și războiul din 1992 a trecut sub control separatist.

## Personalități

### Născuți în Rîbnița
- Itzhak Itzhaki (1902–1955), om politic israelian și deputat în Knesset
- Meir Argov (1905–1963), activist sionist, om politic israelian
- Boris Șvarțburd (1908–1979), om de știință sovietic moldovean în domeniul ingineriei mecanice, doctor în științe tehnice
- Vasile Malinschi (1912–1992), economist român, membru titular al Academiei Române, demnitar comunist
- Ivan Dominski (1918–1994), fotbalist, antrenor și pedagog sovietic
- Semion Șvarțburd (1918–1996), profesor și matematician sovietic și israelian, doctor în științe pedagogice
- David Zelvenski (n. 1930), istoric, publicist și muzeolog sovietic moldovean și israelian
- Israel Feldman (n. 1933), matematician și profesor sovietic moldovean și israelian
- Ksenia Mialo (1936–2018), politolog, culturolog, publicist și personalitate publică sovietică și rusă
- Mihail Faerberg (1946–2019), medic sovietic și rus, Doctor emerit al Rusiei
- Boris Minț (n. 1958), om de afaceri rus, personalitate publică și filantrop, consilier de stat al Federației Ruse
- Evgheni Șevciuk (n. 1968), al doilea președinte al Transnistriei
- Elena Lukaș (n. 1976), om de stat ucrainean și personalitate publică, ministru al justiției al Ucrainei (2013-2014)
- Oleg Hromțov (n. 1983), fotbalist moldovean
- Aliona Martîniuc (n. 1991), jucătoare de volei

### Au locuit în Rîbnița
- Chaim Zanvl Abramowitz (1893/1902-1995) - rabin hasidic

## Galerie de imagini

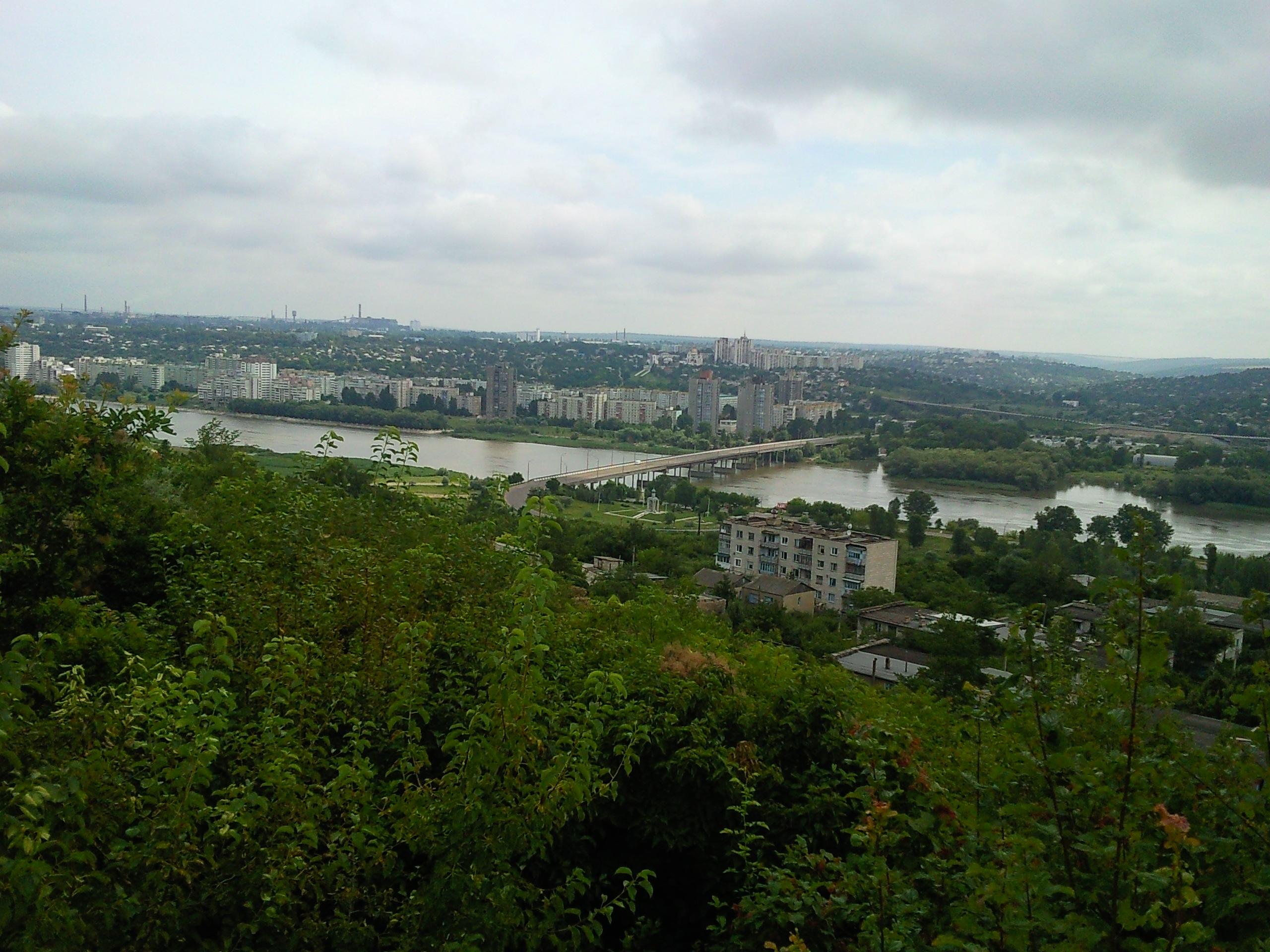
Vedere a orașului dinspre Rezina
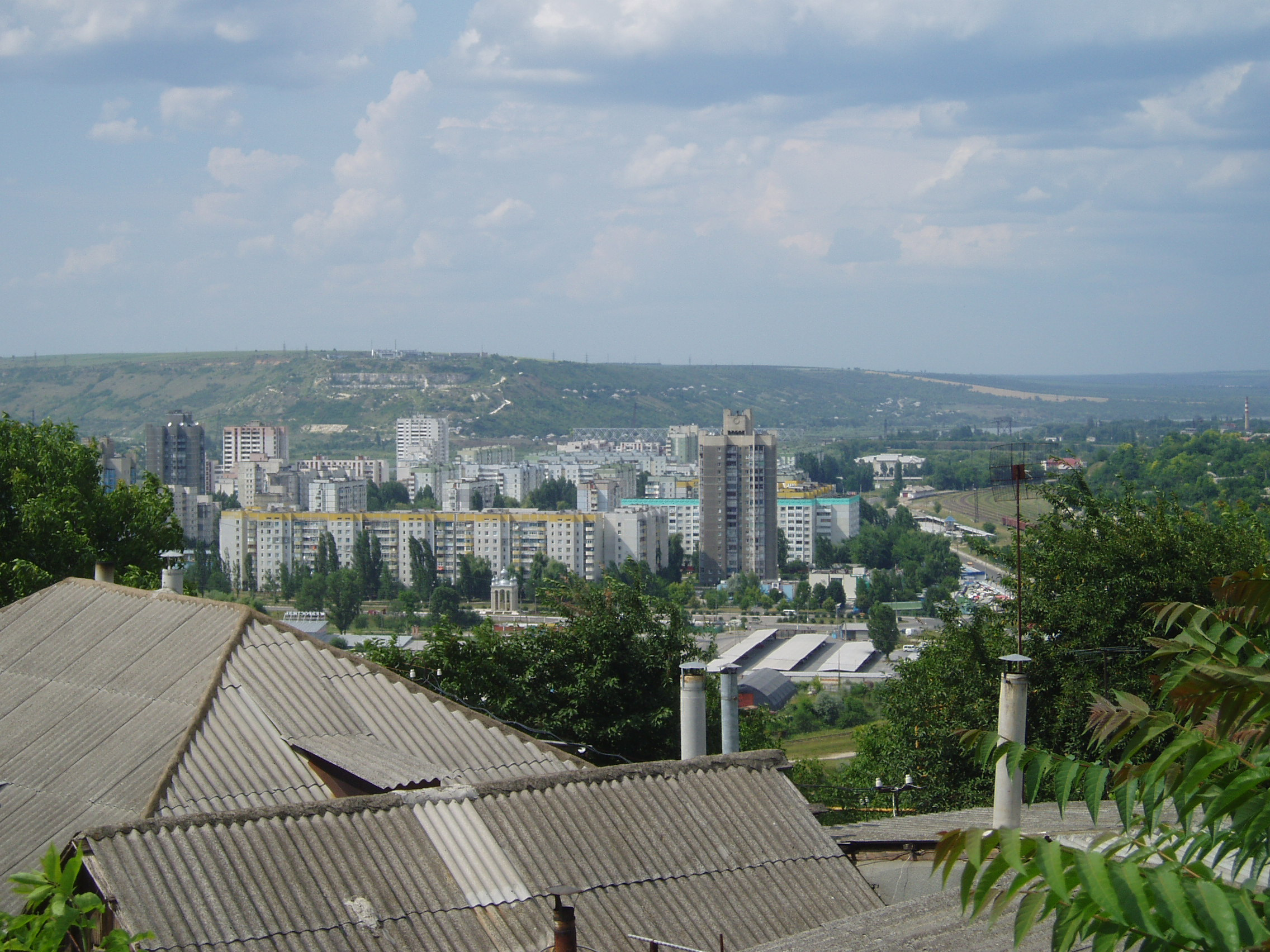
Centrul orașului
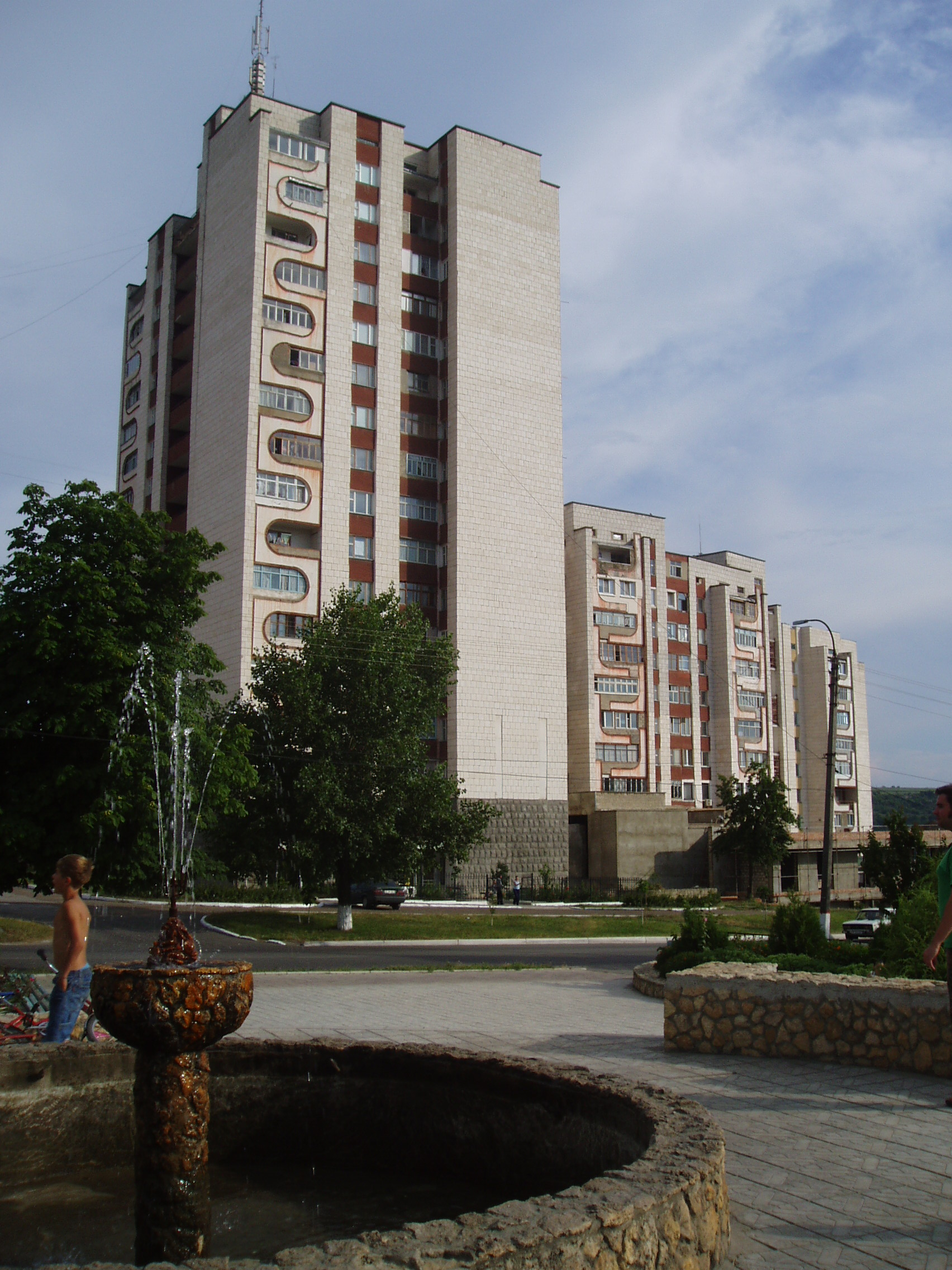
Blocuri locative din perioada sovietică
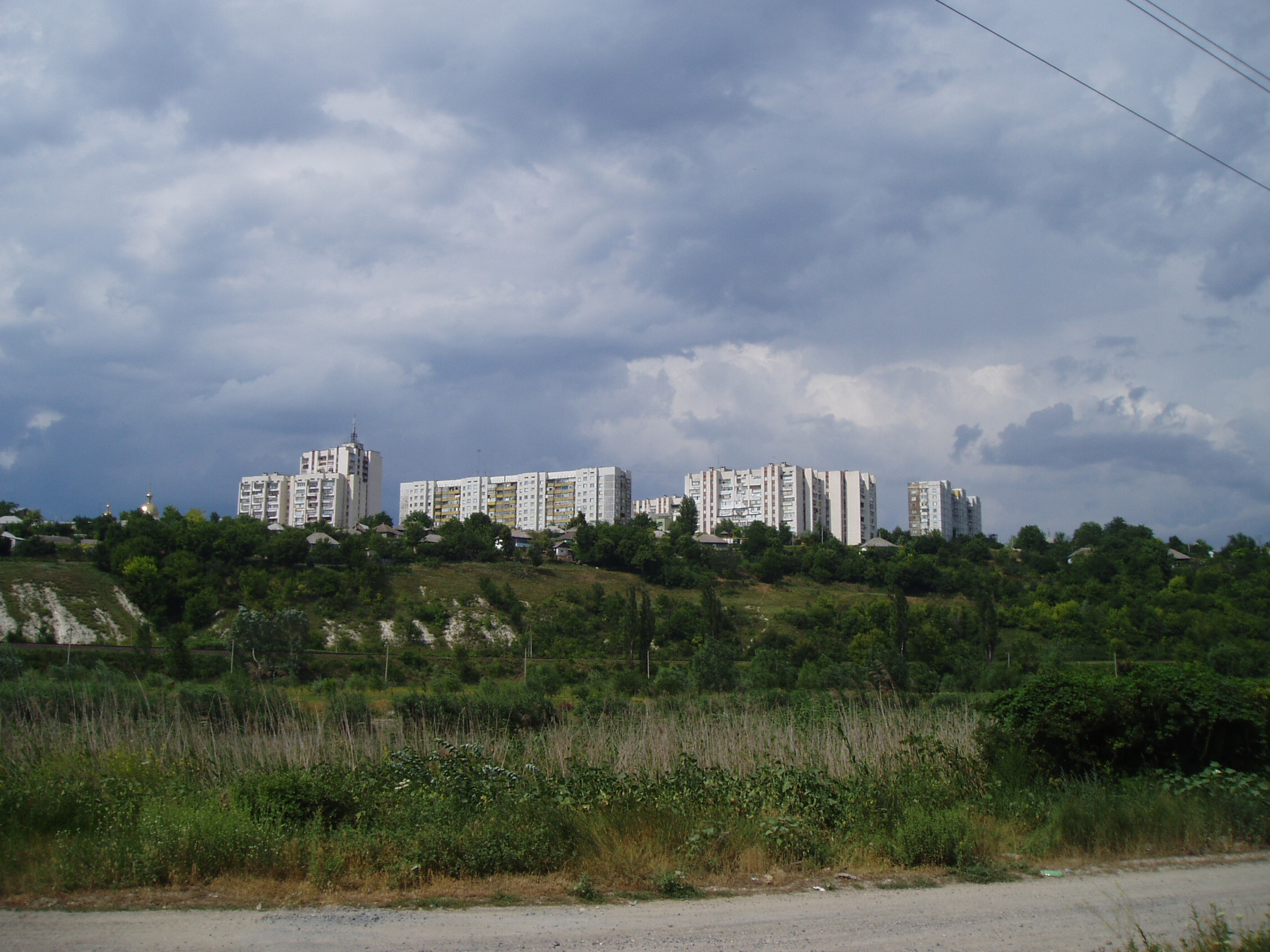
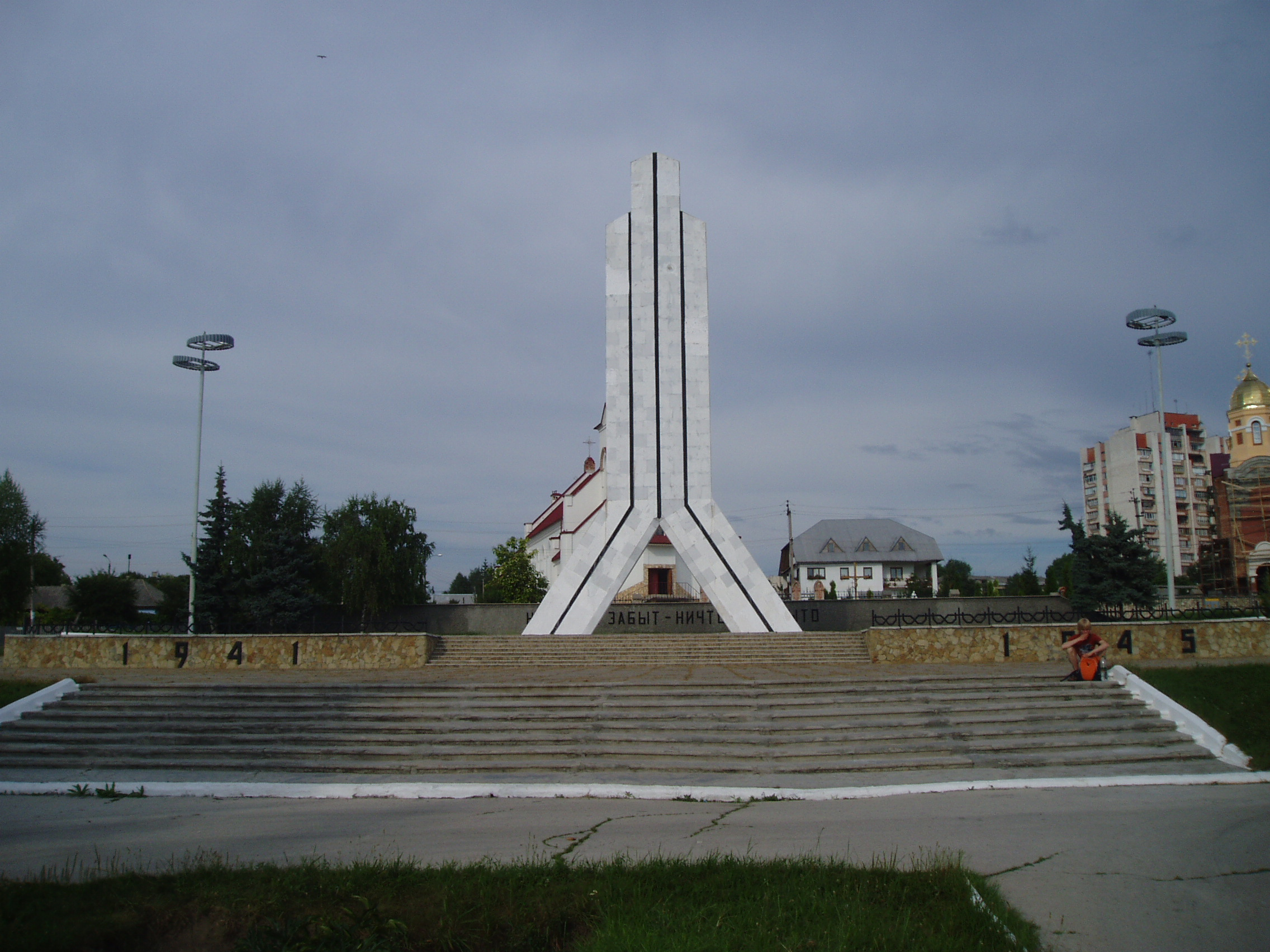
Memorialul din localitate
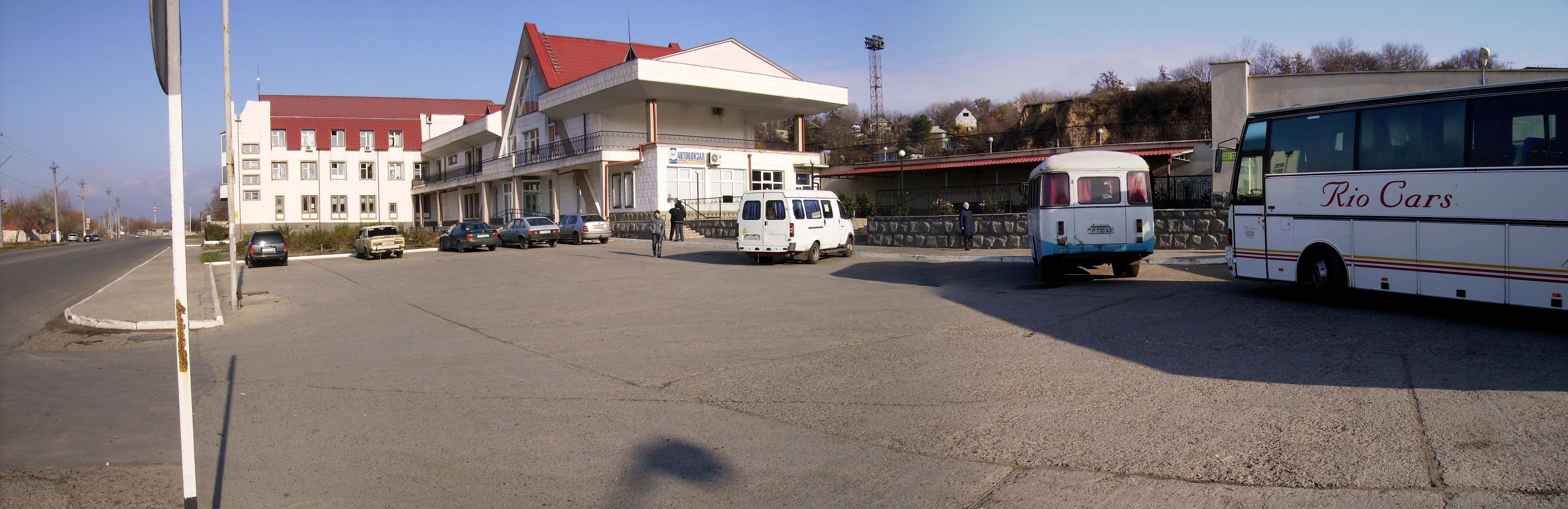
Autogara